# Marion (Oregon)
Marion – jednostka osadnicza w Stanach Zjednoczonych, w stanie Oregon, w hrabstwie Marion.